# Maddalena di Brandeburgo (1460-1496)
Maddalena di Brandeburgo (Tangermünde, 1460 – Burg Hohenzollern, 17 giugno 1496) è stata una principessa di Brandeburgo ed una contessa consorte di Hohenzollern.

## Biografia

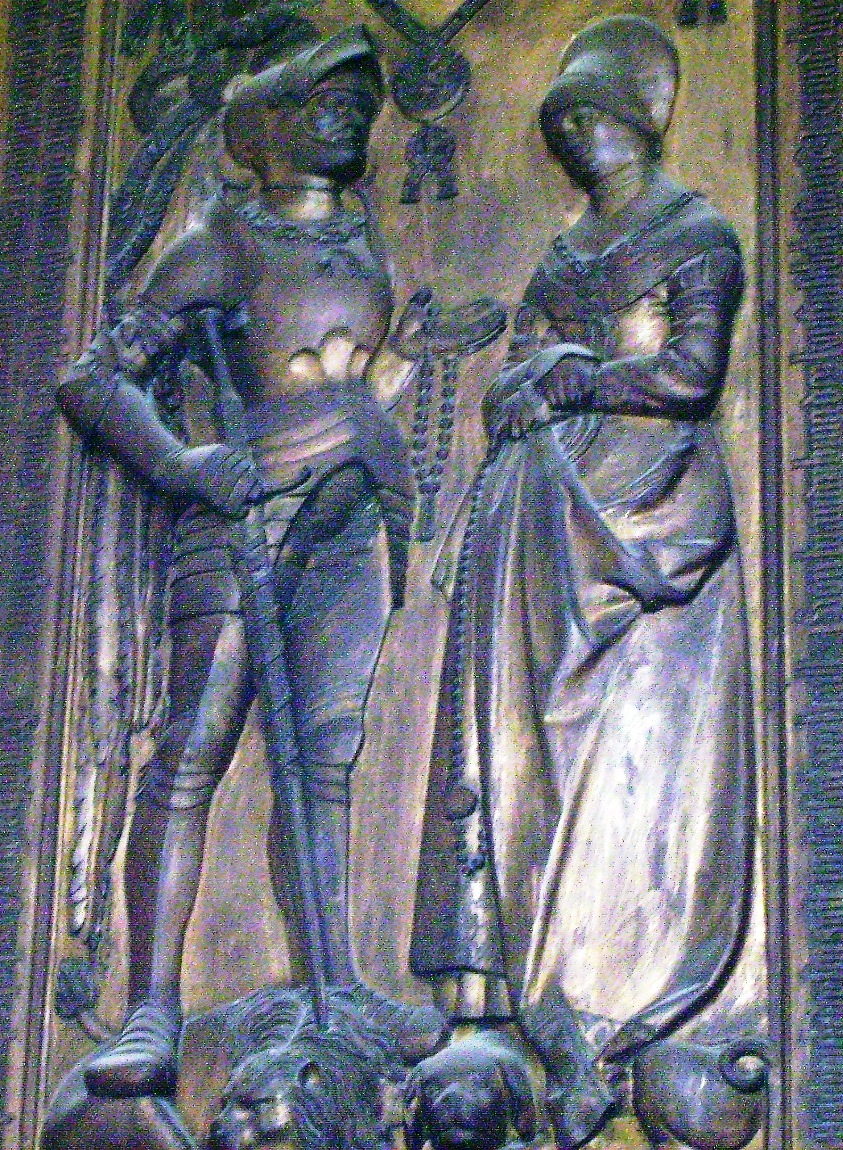
La lapide raffigurante Maddalena di Brandeburgo con il collare del Cigno ed il marito Eitel Federico di Hohenzollern.

Maddalena era l'unica figlia del marchese Federico III di Brandeburgo (1424-1463) e di sua moglie Agnese (1436-1512), figlia del duca di Pomerania Barnim VIII.
Sposò il 17 giugno 1482 ,nel castello di Berlino, il conte Eitel Federico di Hohenzollern (1452-1512). Con queste nozze si legarono i due rami della casata degli Hohenzollern quella sveva e quella brandeburghese. Maddalena divenne così la capostipite delle casate principesche di Hohenzollern-Hechingen e di Hohenzollern-Sigmaringen.
Maddalena fu sepolta nella chiesa cattolica di San Giacomo a Hechingen. La sua lapide, posta accanto all'altare, fu creata probabilmente dallo scultore di Norimberga Peter Vischer, ed è da lei condivisa con il marito. Maddalena è qui rappresentata nel vecchio costume tedesco, con l'ordine del Cigno intorno al collo. Ai suoi piedi sta un cane, simbolo della fedeltà muliebre. Questa tomba rappresenta uno dei grandi tesori d'arte di Hechingen.

## Discendenza
Maddalena ed Eitel Federico ebbero i seguenti figli:
- Wolfgang (1483/84-1517), conte von Hohenzollern, sposò intorno al 1503 la principessa Rosina di Baden (1487–1554)
- Wandelberta (1484 circa-1551), sposò nel 1507 iL conte Alberto III di Hohenlohe-Weikersheim (morto nel 1551)
- Gioacchino (1485/86-1538) sposò nel 1513 Anastasia von Stoffeln (morta nel 1530)
- Maria Salomea (1488–1548), sposò nel 1507 il conte Luigi XV di Oettingen († 1557)
- Eitel Federico III(1494-1525), conte di Hohenzollern, sposò nel 1515 Johanna von Witthem (morta nel 1544)
- Anna (1496-1530), suora

## Ascendenza
|                                                  |                                              |                                           | Genitori                               |  |  | Nonni |  |  | Bisnonni                                |  |  | Trisnonni                               |  |
|                                                  |                                              |                                           |                                        |  |  |       |  |  | Federico V, XII burgravio di Norimberga |  |  | Giovanni II, XI burgravio di Norimberga |  |
|                                                  |                                              |                                           |                                        |  |  |       |  |  | Federico V, XII burgravio di Norimberga |  |  | Giovanni II, XI burgravio di Norimberga |  |
|                                                  |                                              | Elisabetta di Henneberg                   |                                        |  |  |       |  |  | Federico V, XII burgravio di Norimberga |  |  |                                         |  |
| Federico I, VII principe elettore di Brandeburgo |                                              |                                           |                                        |  |  |       |  |  | Federico V, XII burgravio di Norimberga |  |  |                                         |  |
|                                                  |                                              | Elisabetta di Meißen                      | Federico II, XXVI margravio di Meißen  |  |  |       |  |  |                                         |  |  |                                         |  |
|                                                  |                                              | Elisabetta di Meißen                      | Federico II, XXVI margravio di Meißen  |  |  |       |  |  |                                         |  |  |                                         |  |
|                                                  |                                              | Elisabetta di Meißen                      | Matilde di Baviera                     |  |  |       |  |  |                                         |  |  |                                         |  |
| Federico, signore di Altmark                     |                                              | Elisabetta di Meißen                      |                                        |  |  |       |  |  |                                         |  |  |                                         |  |
|                                                  |                                              | Federico, II duca di Baviera-Landshut     | Stefano II, I duca di Baviera-Landshut |  |  |       |  |  |                                         |  |  |                                         |  |
|                                                  |                                              | Federico, II duca di Baviera-Landshut     | Stefano II, I duca di Baviera-Landshut |  |  |       |  |  |                                         |  |  |                                         |  |
|                                                  |                                              | Federico, II duca di Baviera-Landshut     | Isabella d'Aragona                     |  |  |       |  |  |                                         |  |  |                                         |  |
| Elisabetta di Baviera-Landshut                   |                                              | Federico, II duca di Baviera-Landshut     |                                        |  |  |       |  |  |                                         |  |  |                                         |  |
|                                                  |                                              | Maddalena Visconti                        | Bernabò Visconti, signore di Milano    |  |  |       |  |  |                                         |  |  |                                         |  |
|                                                  |                                              | Maddalena Visconti                        | Bernabò Visconti, signore di Milano    |  |  |       |  |  |                                         |  |  |                                         |  |
|                                                  |                                              | Maddalena Visconti                        | Regina della Scala                     |  |  |       |  |  |                                         |  |  |                                         |  |
| Maddalena di Altmark                             |                                              | Maddalena Visconti                        |                                        |  |  |       |  |  |                                         |  |  |                                         |  |
|                                                  | Vartislao VIII, VI duca di Pomerania-Wolgast | Vartislao VI, V duca di Pomerania-Wolgast |                                        |  |  |       |  |  |                                         |  |  |                                         |  |
|                                                  | Vartislao VIII, VI duca di Pomerania-Wolgast | Vartislao VI, V duca di Pomerania-Wolgast |                                        |  |  |       |  |  |                                         |  |  |                                         |  |
|                                                  | Vartislao VIII, VI duca di Pomerania-Wolgast | Anna von Meclembrugo-Stargard             |                                        |  |  |       |  |  |                                         |  |  |                                         |  |
| Barnim VIII, I duca di Pomerania-Barth           | Vartislao VIII, VI duca di Pomerania-Wolgast |                                           |                                        |  |  |       |  |  |                                         |  |  |                                         |  |
|                                                  |                                              | Agnese di Sassonia-Lauenburg              | Eric IV, IV duca di Sassonia-Lauenburg |  |  |       |  |  |                                         |  |  |                                         |  |
|                                                  |                                              | Agnese di Sassonia-Lauenburg              | Eric IV, IV duca di Sassonia-Lauenburg |  |  |       |  |  |                                         |  |  |                                         |  |
|                                                  |                                              | Agnese di Sassonia-Lauenburg              | Sofia di Brunswick-Wolfenbüttel        |  |  |       |  |  |                                         |  |  |                                         |  |
| Agnese di Pomerania-Barth                        |                                              | Agnese di Sassonia-Lauenburg              |                                        |  |  |       |  |  |                                         |  |  |                                         |  |
|                                                  |                                              | Enrico, VII conte di Roden                | Ludovico, VI conte di Roden            |  |  |       |  |  |                                         |  |  |                                         |  |
|                                                  |                                              | Enrico, VII conte di Roden                | Ludovico, VI conte di Roden            |  |  |       |  |  |                                         |  |  |                                         |  |
|                                                  |                                              | Enrico, VII conte di Roden                | Lucarda di Wernigerode                 |  |  |       |  |  |                                         |  |  |                                         |  |
| Anna di Roden                                    |                                              | Enrico, VII conte di Roden                |                                        |  |  |       |  |  |                                         |  |  |                                         |  |
|                                                  |                                              | Anna di Regenstein                        | Ulrich VI, XI conte di Regenstein      |  |  |       |  |  |                                         |  |  |                                         |  |
|                                                  |                                              | Anna di Regenstein                        | Ulrich VI, XI conte di Regenstein      |  |  |       |  |  |                                         |  |  |                                         |  |
|                                                  |                                              | Anna di Regenstein                        | Maddalena di Plauen                    |  |  |       |  |  |                                         |  |  |                                         |  |
|                                                  |                                              | Anna di Regenstein                        |                                        |  |  |       |  |  |                                         |  |  |                                         |  |